# Maison Müntz
La maison Müntz est un monument historique situé à Soultz-sous-Forêts, dans le département français du Bas-Rhin.

## Localisation
Ce bâtiment est situé au 48, rue du Docteur-Deutsch à Soultz-sous-Forêts.

## Historique
L'édifice fait l'objet d'une inscription au titre des monuments historiques depuis 1996.

## Architecture

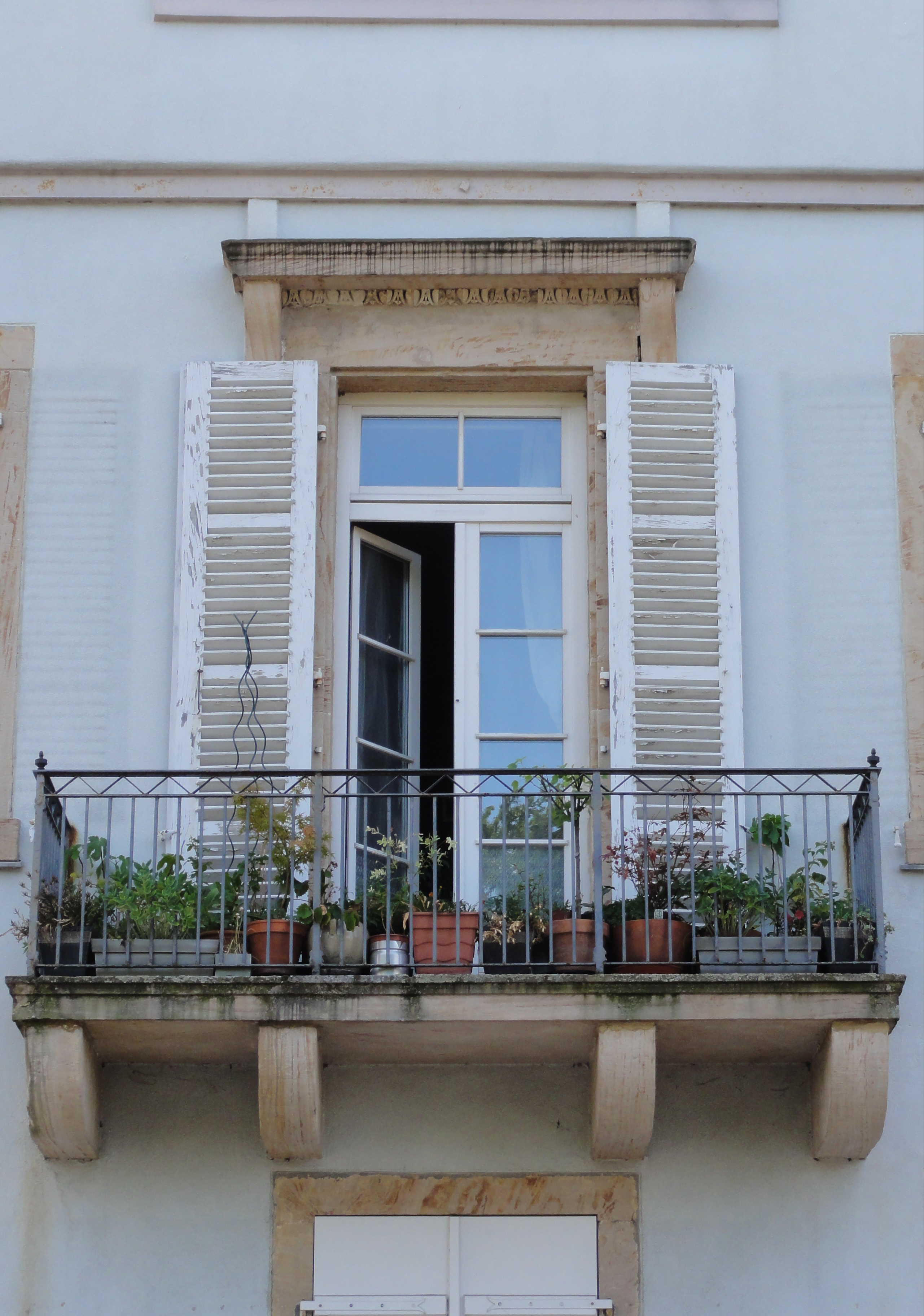
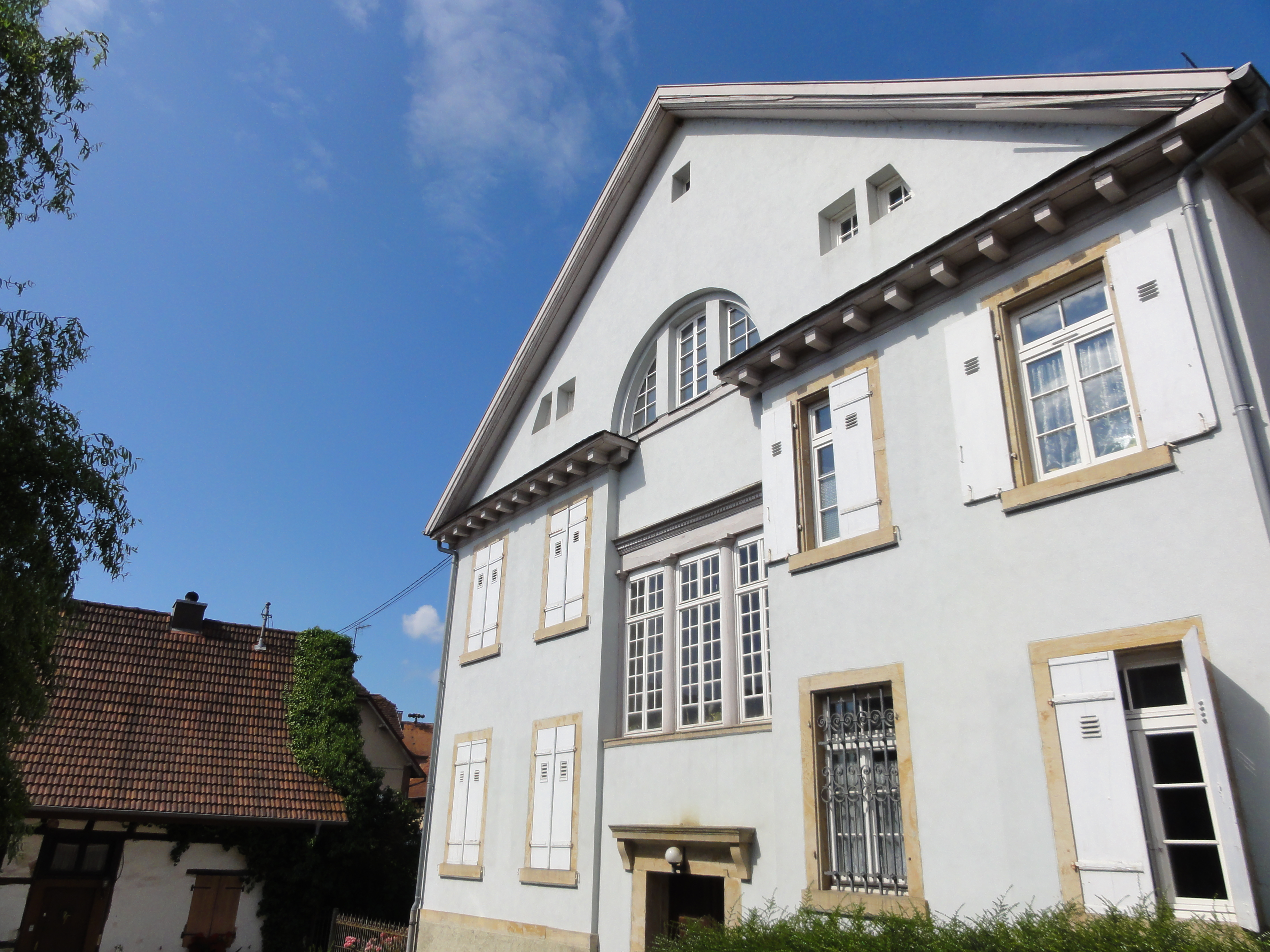